# Gasthaus Zum Hirschen (Muhr am See)

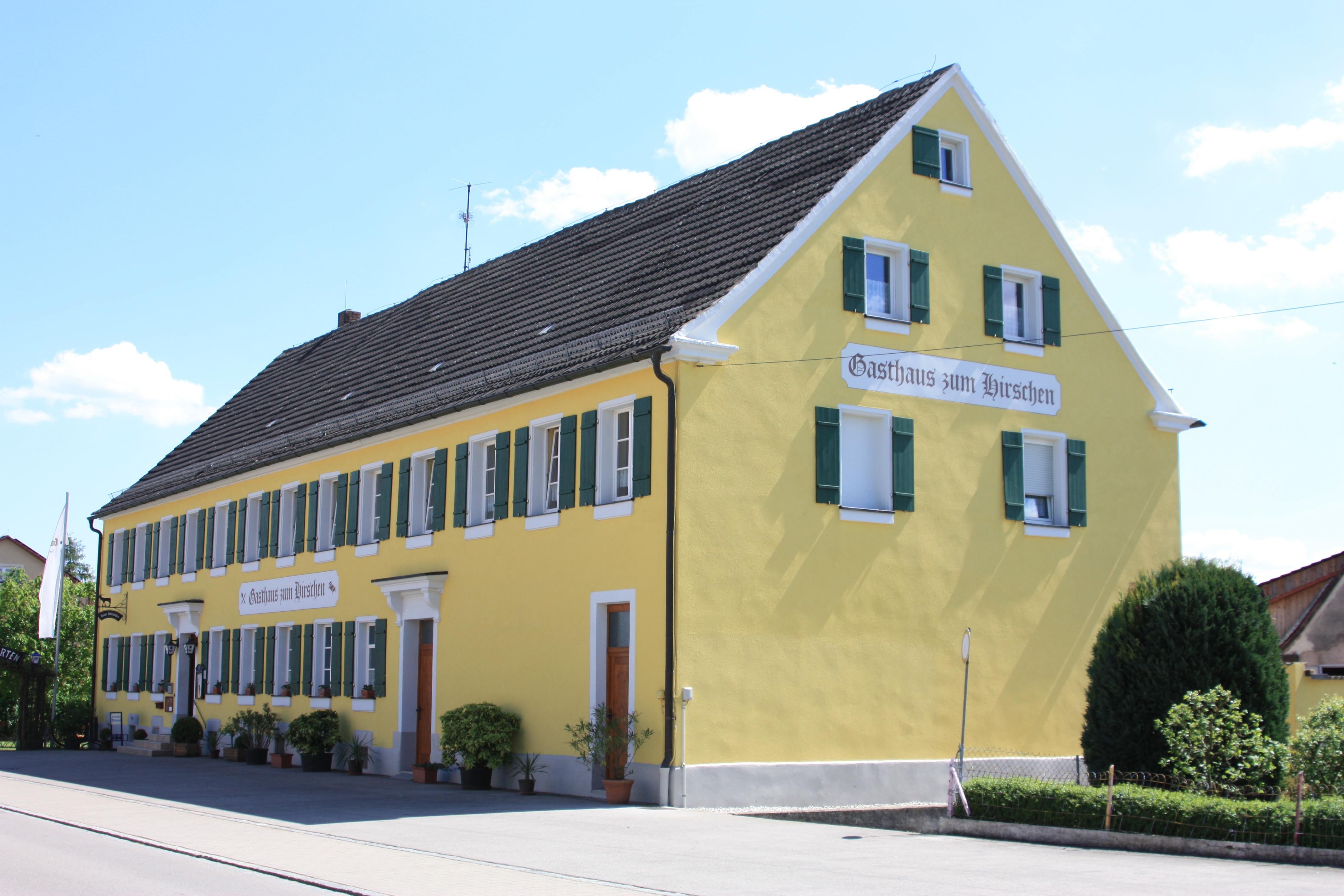
Gasthaus Zum Hirschen in Muhr am See

Das Gasthaus Zum Hirschen in Muhr am See, einer Gemeinde im mittelfränkischen Landkreis Weißenburg-Gunzenhausen in Bayern, wurde um 1860 errichtet. Das Gasthaus an der Ansbacher Straße 4 im Muhrer Teilort Neuenmuhr ist ein geschütztes Baudenkmal (Nummer D-5-77-114-1).
Der langgestreckte, zweigeschossige Traufseitbau mit Satteldach hat spätklassizistische Hauseingänge und zwei zu dreizehn Fensterachsen.